# 薬師湯温泉
薬師湯温泉（やくしゆおんせん）は、香川県さぬき市多和竹屋敷に湧出する冷鉱泉である。弘法大師ゆかりの名湯としても知られる。

## 泉質
- ナトリウム-炭酸水素塩冷鉱泉
  - 泉温　16.7℃
- 源泉温度が低いため、加温・循環濾過方式にしている。

## 温泉地
阿讃山脈の麓、徳島県との県境近くの山里に一軒宿の「野田屋　竹屋敷」が存在する。
旅館はお遍路の利用者が使用することが多い。建物は数寄屋造りとなっている。
周辺には弘法大師が42歳で開いたとされる四国八十八ヶ所霊場の最後の地、大窪寺がある。

## 歴史
開湯は1200年前とされる。大師が三国伝来の独鈷で岩を穿って得た水がこの温泉と伝えられている。一方、一軒宿の「野田屋　竹屋敷」が創業したのは戦後である。

## アクセス
- 琴電長尾線・長尾駅よりコミュニティバスで30分。

- 高松自動車道志度ICより車で30分。